# 吳瓊 (成化進士)
吳瓊（1439年—？），字懷德，浙江湖州府歸安縣人，民籍，明朝政治人物。

## 生平
天順三年（1459年）己卯科浙江鄉試第六十三名舉人，成化五年（1469年）中式己丑科會試第八十名，二甲第七十二名進士。

## 家族
曾祖吳九成；祖父吳德茂；父吳廷珪。